# Renato Hipólito Castro Reis
Renato Hipólito Castro Reis (sinh ngày 16 tháng 11 năm 1990 ở Aguiar) là một cầu thủ bóng đá người Bồ Đào Nha thi đấu cho Sporting Covilhã theo dạng cho mượn từ C.D. Aves, ở vị trí tiền đạo.